# João Miguel
João Miguel Serrano Leonelli (Salvador, 1 januari 1970) is een Braziliaans acteur, scenarioschrijver en regisseur. Hij verscheen in meer dan twintig films sinds 2004.

## Filmografie
- Biblioteca Nacional de España: XX4882673
- Bibliothèque nationale de France: cb16210670c (data)
- Gemeinsame Normdatei: 1062258908
- International Standard Name Identifier: 0000 0001 2119 1633
- Library of Congress Control Number: no2007087250
- Nationale Bibliotheek van Israël: 987007412315705171
- Nederlandse Thesaurus van Auteursnamen: 315982780
- Système universitaire de documentation: 190237244
- Virtual International Authority File: 7174220
- WorldCat: E39PBJghjcWpB8bbXXFJTgqYT3